# Бабиновичский уезд

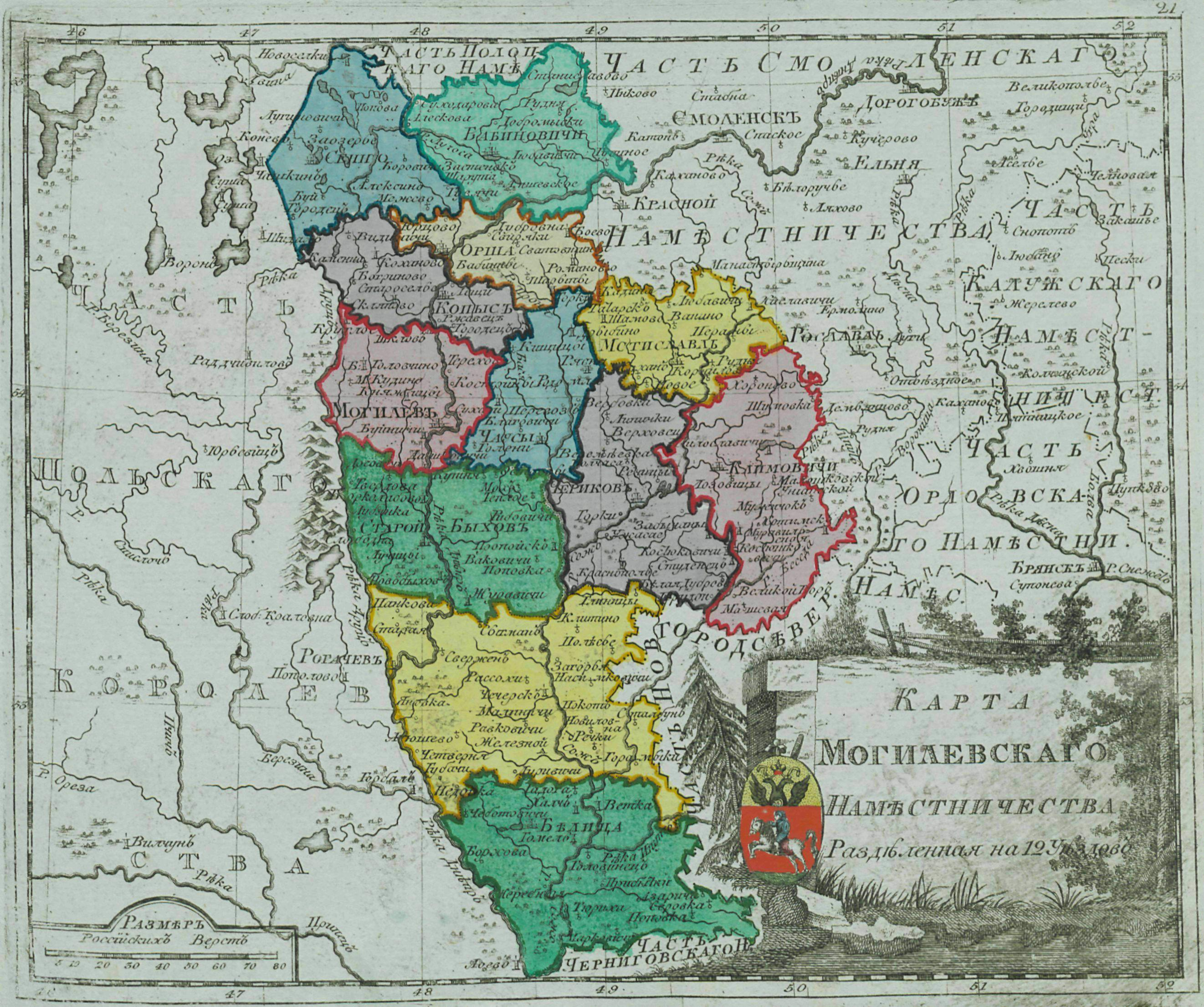
Бабиновичский уезд на карте Могилёвского наместничества, 1792 год

Бабиновичский уезд — административно-территориальная единица Российской империи с центром в городе Бабиновичи, существовавшая в 1777—1796 и 1802—1840 годах.
Бабиновичский уезд был образован указом от 22 марта 1777 года в составе Могилёвской губернии из части территории Дубровенского уезда.
10 января 1778 года уезд вошёл в состав Могилёвского наместничества.
12 декабря 1796 года Могилёвское наместничество было упразднено, а его территория вошла в состав новой Белорусской губернии. Одновременно был упразднён и Бабиновичский уезд, его территория при этом была разделена между Витебским и Оршанским уездами.
Вторично Бабиновичский уезд был образован 27 февраля 1802 года в составе восстановленной Могилёвской губернии.
23 февраля 1840 года Бабиновичский уезд был вновь упразднён, а его территория передана в Оршанский уезд.